# Mercedes-Benz Vision GST
Le Mercedes-Benz Vision GST est un concept car de Mercedes-Benz présenté en janvier 2002.

## Présentation
Le modèle a été présenté en janvier 2002 au Salon international de l'automobile d'Amérique du Nord à Détroit. Il était équipé d'un moteur essence d'une cylindrée de 5,5 litres et d'une puissance de 265 kilowatts (360 chevaux), de quatre roues motrices et d'une transmission automatique à six vitesses.
Les caractéristiques comprenaient des portes à ouverture en élytre avec un angle d'ouverture de 90 degrés qui s'ouvrent dans des directions opposées et l'absence de montant B. Le toit était en verre intelligent. À l’intérieur, des films lumineux étaient présents sur le ciel de toit, sur les panneaux de porte et dans les zones inférieures du tunnel central. Les housses de siège et les garnitures intérieures des portes étaient constituées d'un mélange de tissu et de cuir.
Les jantes de 22 pouces sont destinées à « souligner le caractère sportif ».
En janvier 2004, un nouveau développement, le Mercedes-Benz Vision GST 2, a été présenté.